# Borský Svätý Jur
Borský Svätý Jur este o comună slovacă, aflată în districtul Senica din regiunea Trnava. Localitatea se află la altitudinea de 174 m deasupra n.m., se întinde pe o suprafață de 39,72 km2 și în 2017 număra 1.655 de locuitori.

## Istoric
Localitatea Borský Svätý Jur este atestată documentar din 1394.

## Demografie
| An:                | 1994 | 2004   | 2014   | 2024   |
| ------------------ | ---- | ------ | ------ | ------ |
| Număr de persoane: | 1577 | 1564   | 1656   | 1603   |
| Diferență:         |      | −0,82% | +5,88% | −3,20% |

| An:                | 2023 | 2024   |
| ------------------ | ---- | ------ |
| Număr de persoane: | 1608 | 1603   |
| Diferență:         |      | −0,31% |